# 우상 (깃꼴)
 안녕하세요. 우리 모두의 백과사전 위키백과에 기여해주셔서 감사합니다! 다름이 아니라 위키백과에 기여해 주신  내용이 기계 번역된 것이라는 의심을 받고 있습니다. 자연스럽지 않은 문장을 한국어 어법에 맞게 다듬어 주세요. 또한 원문이 자유 저작물이 아닌 경우에는 저작권 정책의 위반으로 삭제될 수 있으니 유의해 주시기 바랍니다. 앞으로도 좋은 기여 부탁드립니다.

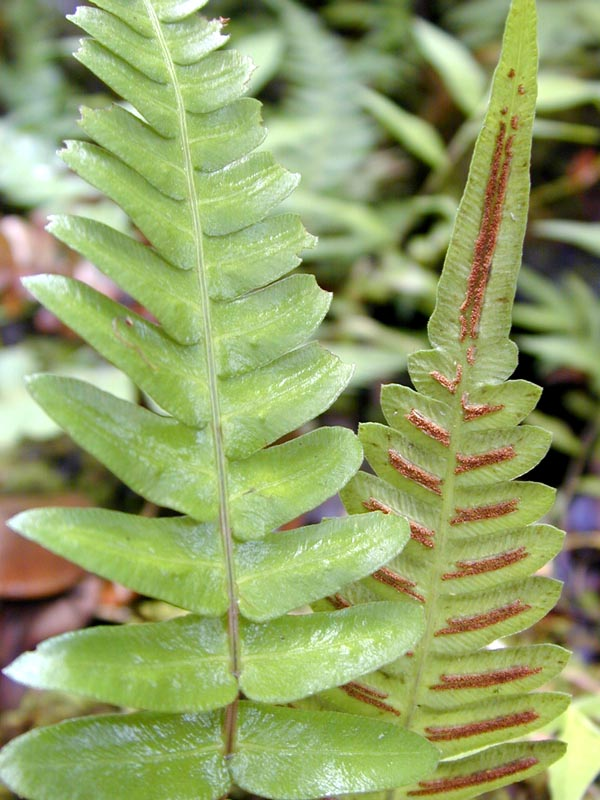
우상복엽 양치류인 고사리(Blechnum appendiculatum)

우상(깃꼴)은 중심축의 양쪽에서 깃털 형태나 다중 분할 형태로 나누어지는 배열을 말한다. 우상은 생물학적 형태학, 얼음이나 금속 같은 결정에서 나타나며, 침식 또는 하천 바닥의 패턴에서도 찾아볼 수 있다.
이 용어는 "깃털", "날개", 혹은 "지느러미"를 의미하는 라틴어 pinna에서 유래했다. 비슷한 개념으로는 중심축의 한쪽에서만 나뉘어져 빗 형태를 띠는 "즐상"이 있다. "우상"은 어떤 부분이나 구조가 중심점에서 방사되는 "장상(손바닥꼴)"과 대조되어 사용된다. "깃꼴"은 "우상"과 동의어다.

## 식물
식물학에서 우상(깃꼴)은 중심축을 따라 개별 구조(소엽, 잎맥, 열편, 가지, 부속기관 등)가 배열하는 형태를 말한다. 예시로, 1회 우상복엽은 소엽(작은 잎)이 잎대의 양쪽에 배열하고 있으며 복엽이 깃털 형태를 띤다. 야자나무 일부와 대다수의 소철, 그레빌레아의 잎이 우상 복엽이다.
양치류 대부분은 잎이 깃털 형태거나 아주 세밀하게 분할된 형태이며, 양치류의 잎을 "우편"이라고 부른다. 우상복엽 식물을 깃꼴겹잎 식물이라고 부르기도 한다.

### 갈라짐 깊이
- 우상천열과 우상심열: 깃털 형태의 소엽이 낱개로 이루어져 있지 않고 서로 연결되어 있다.
- 우상전열: 엽연(잎의 가장자리)에서 주맥(잎의 주요 잎맥)이나 다른 축까지 갈라지지만, 소엽이 낱개로 이루어져 있지는 않다.
- pinnate-pinnatifid: 우편이 우상으로 갈라지는 것을 말한다.

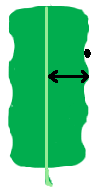
우상천열
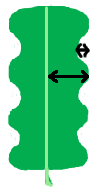
우상중열
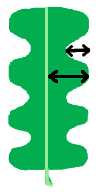
우상심열
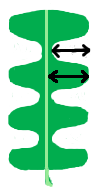
우상전열
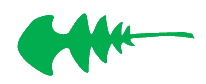
우상분열

### 갈라짐 개수
- 우수우상복엽: 정단부 소엽 없이 잎대를 따라 소엽이 쌍을 이루고 있는 우상복엽. 짝수깃꼴겹잎이라고도 한다.
- 기수우상복엽: 잎대의 끝에 정단부 소엽이 있는 우상복엽. 홀수깃꼴겹잎이라고도 한다.

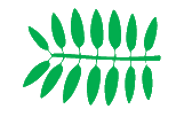
우수우상복엽
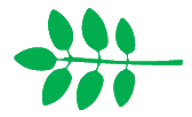
기수우상복엽

### 갈라짐 반복

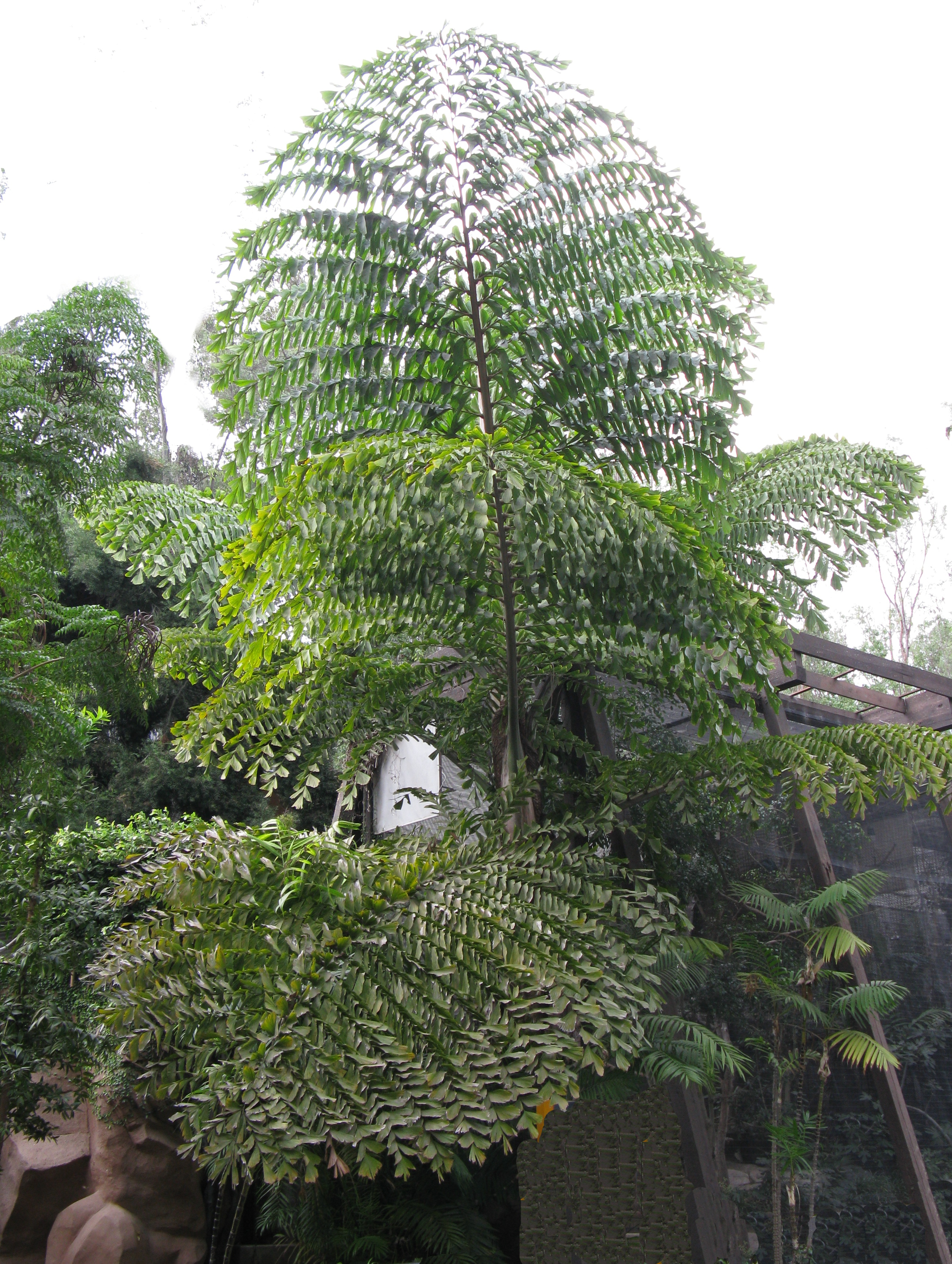
2회 우상복엽인 Caryota 속의 야자나무 종

- 1회 우상복엽: 중심 잎대의 양 측면을 따라 소엽이 한 줄로 배열하고 있다.

- 2회 우상복엽: 축이 2차로 갈라지며 소엽이 우상복엽 배열을 하고 있다. "두번깃꼴겹잎"이라고도 한다.
- 3회 우상복엽: 축이 3차로 갈라지며 소엽이 우상복엽 배열을 하고 있다. "세번깃꼴겹잎"이라고도 한다.
- 4회 우상복엽: 축이 4차로 갈라지며 소엽이 우상복엽 배열을 하고 있다.

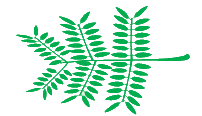
1회 우상복엽
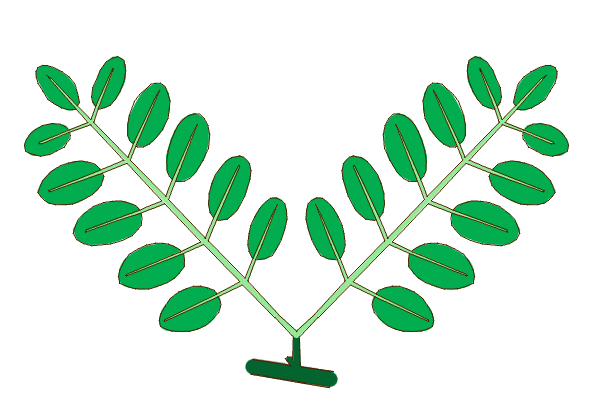
2회 우상복엽
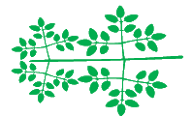
3회 우상복엽

pinnula라는 용어는 "깃털"이라는 의미의 pinna의 라틴어 약칭으로, 단어 그대로 사용하거나 영어식으로 pinnule이라고 사용하며 상황에 따라 다양한 의미로 정의된다. 우상복엽, 그중에서도 2회 우상복엽 또는 3회 우상복엽의 소엽을 지칭하는 단어로 사용하기도 한다. 또는 2회 우상복엽과 3회 우상복엽의 두 번째, 세 번째 분할 순서를 지칭할 때 사용하기도 한다. 이는 복엽(또는 소엽)의 궁극적인 자유 분할이나 다중 우상 복엽의 우상 세분이다.

## 동물
우상은 다양한 유기체와 구조에서 발생한다.
- 우상 배열을 한 근육도 있다.
- 물고기 제비활치(Platax pinnatus)는 영어권에서 pinnate spadefish 또는 pinnate batfish라고 부르기도 한다.

## 지형학
우상은 모든 주요 지류가 한 방향으로 비스듬하게 흘러 주요 소로로 들어가는 특정한 수로 시스템에서 발생한다.